# Welcome to the Machine
Welcome to the Machine è una canzone dei Pink Floyd, inserita nell'album Wish You Were Here del 1975.

## Descrizione
Il brano è caratterizzato dall'uso ricorrente di sintetizzatori (come le vibrazioni del VCS3 all'inizio del brano) e di chitarre acustiche; si ricorre anche all'uso dei timpani e del basso. In generale è frequente l'uso dell'elettronica, capace di generare atmosfere molto cupe.
Il tema della canzone è quello della critica al mondo dell'industria musicale (tema poi ripreso nella canzone seguente dell'album, Have a Cigar) ed in generale alla società industrializzata. "The Machine", cioè "La Macchina", è l'industria musicale rappresentata dalle majors discografiche che si nutrono dei talenti dei nuovi cantanti e gruppi per sopravvivere. Il testo descrive infatti il dialogo che avviene tra un discografico rude e arrogante ed un giovane cantante. È però il manager discografico a decidere il destino del cantante, seguendo esclusivamente il criterio dell'assoluta esigenza di far soldi, vendendo il più possibile a scapito della qualità e della passione. Infine, un'aspra critica è rivolta anche al mondo del giornalismo musicale.
Musicalmente il susseguirsi lento e regolare dei sintetizzatori e la voce quasi "urlata" di Gilmour conferiscono un'atmosfera cupa e al contempo futuristica alla canzone. All'ascolto il brano presenta sfumature tipiche della musica Industrial ed elettronica, la quale in quegli anni stava vedendo la luce con i primi esperimenti musicali, anche ad opera degli stessi Pink Floyd. Da notare inoltre, la totale assenza della batteria.

## Formazione
- Roger Waters - VCS3, basso
- David Gilmour - voce, chitarra folk
- Richard Wright - VCS3, sintetizzatore ARP String Ensemble, Minimoog
- Nick Mason - timpano, piatto